# Степановка (Амурская область)
Степановка — упразднённое село в Октябрьском районе Амурской области, Россия. Входило в Новомихайловский сельсовет (с 1996 по 2004 г. в Харьковский сельсовет). Исключено из учетных данных в 2004 г.

## География
Село Степановка стоило в междуречье рек Завитая и Чернушка, по дороге между сёлами Сергее-Фёдоровка и Харьковка
Расстояние до административного центра Новомихайловского сельсовета села Новомихайловка 11 км.

## Население
По данным переписи 2002 г. в селе проживало 6 человек.

## История
Село основано в 1918 г., названо имени первого поселенца — Степана Дидука.